# Па (хореография)
Па (от фр. pas — шаг) — термин хореографии, широко используемый в балете, историко-бытовом и бальном танце, обозначающий танцевальный шаг — отдельное танцевальное ритмическое движение с определённой постановкой ног. Изначально «па» — это базовое движение, шаг, лейтмотив, на котором строится отдельный танец (например, pas бурре, pas менуэта, pas вальса, pas польки). В бытовом понимании это любое танцевальное движение. 
В узком смысле «па» — это отдельное танцевальное движение. Термин является составной частью множества названий конкретных движений классического танца, в том числе многих прыжков. Каково бы ни было «па», в его выполнении обычно задействованы обе ноги — в отличие от другой группы движений, батманов, где определяющим является движение одной, работающей, ноги. К движениям из группы вращений термин «па» не применяется.  
В более широком смысле «па» — это сочетание нескольких танцевальных движений, распределённых на определённое количество музыкальных тактов, законченная танцевальная фраза, комбинация, а также целая хореографическая композиция, танцевальный номер в целом. Из такого понимания термина «па» вошло в балетную терминологию в виде составной части названий, определяющих количество исполнителей танца (па-де-де, па-де-труа, па-де-катр и т. д.), либо особенность хореографического номера (падаксьон — действенный танец). Аналогично в бальном танце слово закрепилось в виде составной части названий некоторых танцев XIX века: па-де-патинер (фр. pas de patineur — танец конькобежца) — бальный танец, напоминающий бег конькобежца, па-де-грас (фр. pas — «шаг» + фр. grace — «грация, изящество») — русский парный бальный танец, для которого характерно чередование мягких шагов с приседаниями и фиксированием поз.
В русском танце понятию «па» соответствуют понятия «выступка», «проходка».